# Biblioteca Nacional da Bielorrússia
A Biblioteca Nacional da Bielorrússia  (em bielorrusso:  Нацыянальная бібліятэка Беларусі, em russo:  Национальная библиотека Белоруссии) é a maior biblioteca de Minsk e da Bielorrússia. Foi fundada em 15 de Setembro de 1922 e completamente reformada em 2006. Com 8.600.000 livros, abriga a maior coleção de materiais impressos em bielorrusso e a terceira maior coleção de livros em russo, atrás da Biblioteca do Estado Russo (Moscou) e da Biblioteca Nacional Russa (São Petersburgo). Seu atual diretor é Roman Motulski.

## História
A Biblioteca Nacional da Bielorrússia (BNB) foi fundada por decisão do Conselho de Comissários do Povo da República Socialista Soviética da Bielorrússia (RSSB) em 1922, como a "Biblioteca Estatal e Universitária Bielorrussa" da Universidade Estatal da Bielorrússia (BSU). Na abertura, o acervo da biblioteca era de apenas 60.000 exemplares, usados por 1.100 pessoas. O primeiro edifício da biblioteca foi a Casa do Jubileu na Rua Zakharevskaya (agora Avenida Nezavisimosti). Por decisão do Conselho dos Comissários do Povo da RSSB, em 14 de maio de 1926, a biblioteca foi removida da BSU e reorganizada como Biblioteca Estatal da Bielorrússia.
Em 1932, a biblioteca recebeu o nome de Vladimir Lenin. No mesmo ano, a biblioteca recebeu um novo edifício, projetado pelo arquiteto G. Lavrov, no estilo construtivista. No início de 1941 a biblioteca tinha mais de 2 milhões de volumes, e o número de leitores era de 15 mil pessoas. Seu desenvolvimento foi interrompido pela Segunda Guerra Mundial. Na época da libertação de Minsk, apenas 320.000 livros restavam.

## Novo edifício
O projeto do novo prédio foi desenvolvido no final da década de 1980 e em 1989 tornou-se o vencedor de uma competição em toda a União Soviética. No entanto, foi possível implementá-lo somente depois de mais de 15 anos. A construção do novo edifício começou em novembro de 2002 e foi concluída em maio de 2006.

### Construção
Foi escolhido um terreno no distrito residencial Vostok-1, perto da estação de metrô Vostok. A primeira fase da construção do complexo incluiu uma casa de caldeiras, instalações de tratamento, sistema de fornecimento de energia, e foi concluída em outubro de 2005. Também foram realizados trabalhos para melhorar o terreno da biblioteca. A segunda fase da obra, concluída no final de dezembro de 2005, envolveu a instalação de um depósito de livros, salas de leitura e escritórios, todos os sistemas de engenharia e informação, além de um centro social e cultural.
A terceira etapa incluiu o lançamento da operação de um complexo de sistemas tecnológicos e de informação, que proporcionam serviços aos funcionários e usuários, um centro de reuniões internacional que inclui o gabinete do presidente, duas salas de conferência e salas de cúpula e salas adjacentes. Com a conclusão dessas instalações, em 31 de maio de 2006, abriu-se a biblioteca para os leitores.
Em 10 de janeiro de 2006, teve início a transferência das coleções de livros de seis prédios diferentes para o novo prédio da biblioteca. Às 11:00, um caminhão seguiu para o prédio com as primeiras três toneladas de literatura em vários idiomas e jornais carregados em contêineres especiais. O movimento de livros durou vários meses. Por último, raras edições foram transportadas, incluindo antigas impressões, que foram colocadas no oitavo andar da biblioteca.
O novo prédio da Biblioteca Nacional foi inaugurado em 16 de junho de 2006, após ter sido adiada várias vezes. A cerimônia de abertura contou com a presença do presidente do país, Alexandr Lukashenko (que recebeu o cartão da biblioteca número 1). A concorrência pelo fornecimento de sistemas de armazenamento e servidores foi vencida pela Hewlett-Packard. Na prática, o complexo de sistemas de informação e tecnologia (a quarta etapa do projeto) começou a funcionar em outubro de 2006.

### Descrição
O principal componente arquitetônico da biblioteca tem a forma de um rombicuboctaedro. A altura do edifício é de 73,6 metros o peso é de 115.000 toneladas (não incluindo livros). O edifício tem 23 andares, que abrigam uma sala de conferências multifuncional, um centro para reuniões de negócios e negociações, um salão de música e arte, um complexo de museus e uma galeria de arte. A Biblioteca Nacional pode acomodar cerca de 2.000 leitores e possui um salão de conferências de 500 lugares. O novo prédio da biblioteca foi projetado pelos arquitetos Mihail Vinogradov e Viktor Kramarenko e inaugurado em 16 de junho de 2006.
Além de servir como biblioteca funcional, a Biblioteca Nacional é uma atração da cidade. Está situado em um parque em uma margem do rio Nemiga e tem uma plataforma de observação com vista de Minsk. A partir de 2009, é a única estrutura em Minsk com uma plataforma de observação pública. A área em frente à biblioteca é usada para muitos shows públicos e shows.
Um elevador especial para turistas está localizado na parte de trás do edifício. O teto da biblioteca está localizado no vigésimo terceiro andar. O telhado tem uma plataforma de observação equipada com binóculos gratuitos dispostos sobre o perímetro. Além disso, há um café e uma galeria no vigésimo segundo andar.
A iluminação do edifício é uma tela multi-color (mídia de fachada) de 1.985 m², com base em aglomerados de LED, que é ligado todos os dias ao pôr do sol e funciona até meia-noite. Os padrões de iluminação mudam regularmente.

## Acervo e serviços
A Biblioteca Nacional da Bielorrússia é o principal centro cultural e de informação do país. Em fevereiro de 2018, o acervo da biblioteca inclui cerca de 9,8 milhões de itens, em várias mídias.. Em 1993, a Biblioteca Nacional da Bielorrússia começou a criar seus próprios recursos de informação eletrônica. Gerou uma coleção de 110 bancos de dados bibliográficos, gráficos fatuais, texto completo, gráfico, som e linguagem que possui mais de 2 milhões de registros O escopo das bases de dados é bastante amplo: ciências humanas, ciências sociais, história, arte e cultura da Bielorrússia. Os usuários da biblioteca também têm acesso a bancos de dados de outras bibliotecas e instituições acadêmicas, inclusive estrangeiras.
Em 2016, a BNB foi visitada por 77.400 usuários, que retiraram 2 449 300 livros e revistas (uma média de 32 por usuário)

## Galeria

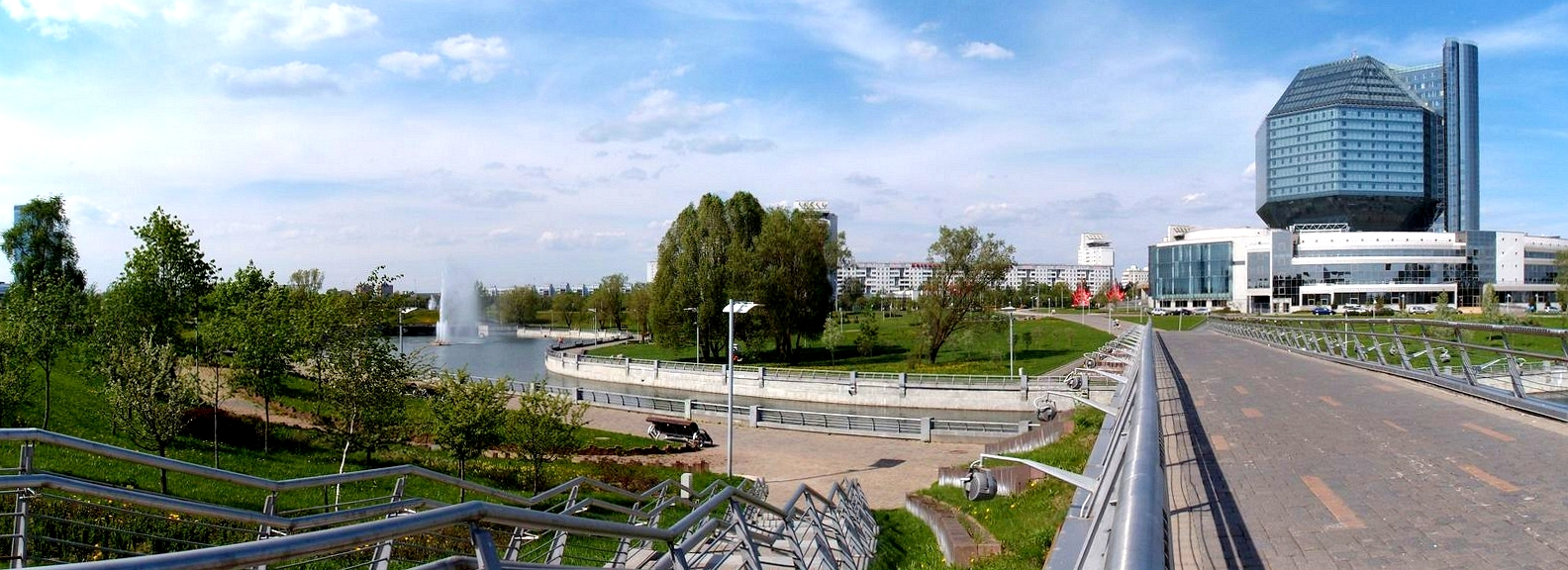
Parque da Biblioteca Nacional da Bielorrússia

## Curiosidades
- Saddam Hussein doou meio milhão de dólares para a construção da biblioteca.[6]
- O edifício também é o tema de um vídeo de arte do artista francês Raphael Zarka, "Rhombus Sectus", exibido na galeria Bischoff/Weiss, Londres, em 2011.
- A biblioteca ocupou o 24º lugar na lista das 50 construções mais inusitadas do mundo do site Village of Joy.[7]